# Meg-John Barker
Meg-John Barker (Hull, Inglaterra, 23 de junio de 1974) es una persona que se dedica a la escritura, mentoría de escritura, consultoría creativa, oratoria pública, y la investigación académica independiente. 
En inglés usa el pronombre they, que es un pronombre no binario.

## Biografía
Nació en Hull, Inglaterra, el 23 de junio de 1974, creció en Bradford y tiene un doctorado  en Psicología de la Universidad de Nottingham.
Tras enseñar en varias instituciones de educación superior, se estableció en la Open University en 2008, donde también se graduó con un máster en Psicoterapia de la Universidad de Sheffield y se formó en la importante clínica sexual y de relaciones del Servicio Nacional de Salud británico (NHS) en el Guy's Hospital durante varios años.[cita requerida]

### Trayectoria profesional
Su principal especialización es la sexualidad humana, el género y las relaciones románticas, con un enfoque en las experiencias de las personas en comunidades sexuales, de género y relaciones ubicadas fuera de lo normativo, en particular las comunidades poliamorosas, kink, no binarias y bisexuales. Teóricamente, su trabajo se basa en el construccionismo social, el existencialismo y la filosofía budista. Barker, con su coautor Darren Langdridge, ha publicado dos colecciones editadas sobre BDSM  y no monogamia, y un libro reciente para profesionales de la salud mental (en coautoría con Christina Richards). Barker fundó la revista Psychology & Sexuality  junto con Langdridge en 2010, y la coeditaron hasta 2017. Barker coorganizó la serie Sexología Crítica  de 2006 a 2018, y BiReCon  (una conferencia de investigación bienal que se lleva a cabo antes del evento anual BiCon).

#### Escritura
Barker ha escrito y/o editado algunas de las primeras colecciones académicas sobre no monogamias consensuadas, bisexualidad, género no binario y BDSM. Editó la revista Psychology & Sexuality de 2010 a 2017 lideró la publicación de The Bisexuality Report y del documento de la British Association for Counselling and Psychotherapy (BACP) sobre diversidad de género, sexual y de relaciones.[cita requerida]
Barker acuñó la frase «anti-autoayuda» para describir los materiales de autoayuda que ubican las luchas que las personas tienen en sus estructuras sociales más amplias y mensajes culturales, en lugar de en ellas como individuos. Los libros de anti-autoayuda de Barker tienen como objetivo ayudar a las personas a navegar su relación con entendimientos socioculturales más amplios, en lugar de verse a sí mismas como un problema que necesita solución. Ha escrito libros que aplican este enfoque a las relaciones, el sexo (con Justin Hancock), y el género (con Alex Iantaffi), así como libros de no ficción de estilo novela gráfica y fanzines sobre temas queer, la atención plena y otros temas, y un podcast sobre sexo y relaciones.

#### Consultoría
Trabajó durante dos décadas en psicología académica desde la Open University del Reino Unido además de dar servicios de psicoterapia especializada en sexo, género y relaciones. Dirigió la producción del módulo de la Open University titulado «Asesoramiento: Explorando el miedo y la tristeza». Tiene formación en psicoterapia existencial y mindfulness con libros sobre esta última desarrollando los enfoques de mindfulness social y terapia sexual y de relaciones consciente (MSRT). Su práctica ahora toma la forma de consultoría y tutoría entre pares con personas que escriben, profesionales, activistas y organizadores, con un enfoque en las relaciones con uno mismo, con los demás y con el mundo en general.[cita requerida]

### Trayectoria activista
Su activismo en el área de los derechos LGBTIQ ha sido reconocido con su ubicación en el top 40 de la Lista Rosa del periódico The Independent on Sunday, y la Lista Arcoíris. Fue una de las personas fundadoras de BiUK, una organización para la investigación y el activismo bisexual. Este grupo escribió las pautas internacionales para personas del mundo académico que estudian la bisexualidad (publicadas en Journal of Bisexuality) y produjo The Bisexuality Report que informa la política y la práctica del Reino Unido con respecto a la bisexualidad basándose en la evidencia sobre la bifobia, la invisibilidad bisexual y la salud mental. En 2013, Barker se llevó a casa un Erotic Award en la categoría académica por el libro Rewriting the Rules, como se informó en Times Higher Education . Su activismo actual se centra en las comunidades trans y no binarias.

## Obra
Ha escrito varios libros de anti-autoayuda sobre temas relacionados con las relaciones, el sexo y el género, así como los libros gráficos de no ficción Queer: una historia gráfica y Género: una guía gráfica, además del libro The Psychology of Sex.
Ha escrito el libro y blog sobre relaciones Reinventa las reglas: Una guía de anti-autoayuda sobre el amor, el sexo y las relaciones y tuvo durante cuatro años un podcast con el educador sexual Justin Hancock.

### Libros (autoría)
- Barker, M. (2003) Introductory Psychology: History, Themes and Perspectives. Exeter: Learning Matters Ltd. ISBN 978-1903337172
- Richards, C & Barker, M. (2013) Sexuality and Gender for Counsellors, Psychologists and Health Professionals: A Practical Guide. London: Sage. ISBN 978-0857028433
- Barker, M. (2013) Mindfulness in Counselling & Psychotherapy: Practising Mindfully Across Approaches and Issues. London: Sage. ISBN 978-1446211113
- Barker, M.-J. & Gabb, J. (2016) The Secrets of Enduring Love: How to Make Relationships Last. London: Penguin RandomHouse. ISBN 978-1785040238
- Barker, M.-J. & Scheele, J. (2016) Queer: A Graphic History. London: Icon Books. ISBN 978-1785780714
- Barker, M.-J. & Hancock, J. (2017) Enjoy Sex (How, When and If You Want To): A Practical and Inclusive Guide. London: Icon Books. ISBN 978-1785780806
- Iantaffi, A. & Barker, M.-J. (2017) How to Understand Your Gender: A Practical Guide for Exploring Who You Are. London: Jessica Kingsley. ISBN 978-1785927461
- Barker, M.-J. (2018) Rewriting the Rules: An Anti Self-help Guide to Love, Sex and Relationships. Second edition. London: Routledge. ISBN 978-1138043596
- Barker, M.-J. (2018) The Psychology of Sex. London: Routledge ISBN 978-1138676497
- Barker, M.-J., Gill, R. & Harvey, L. (2018) Mediated Intimacy: Sex Advice in Media Culture. London: Polity. ISBN 978-1509509126
- Barker, M.-J. & Iantaffi, A. (2019) Life Isn't Binary: On Being Both, Beyond, and In-Between. London: Jessica Kingsley. ISBN 978-1785924798
- Barker, M.-J. & Scheele, J. (2019) Gender: A Graphic Guide. London: Icon Books. ISBN 978-1785784521

### Libros (edición)
- Langdridge, D. & Barker M. (2007) Safe, Sane and Consensual: Contemporary Perspectives on Sadomasochism, Basingstoke: Palgrave Macmillan. ISBN 978-0230517745
- Barker, M., Vossler, A. & Langdridge, D. (Eds.) (2010) Understanding Counselling and Psychotherapy. London: Sage. ISBN 978-1849204767
- Langdridge, D. & Barker M. (Eds.) (2010) Understanding Non-monogamies. New York: Routledge. ISBN 978-0415800556
- Brotto, L. & Barker, M. (Eds.) (2014) Mindfulness in Sexual and Relationship Therapy. Abingdon: Taylor & Francis. ISBN 978-0415736961
- Richards, C. & Barker, M. (Eds.) (2015) The Palgrave Handbook of the Psychology of Sexuality & Gender. Basingstoke: Palgrave Macmillan. ISBN 978-1137345882
- Vossler, A., Havard, C., Pike, G. Barker, M.-J. & Raabe, B. (Eds.) (2017) Mad or Bad? A Critical Approach to Counselling and Forensic Psychology. London: Sage. ISBN 978-1473963528
- Richards, C., Bouman, W. & Barker, M.-J. (Eds.) (2018) Genderqueer and Non-Binary Genders. Basingstoke: Palgrave Macmillan. ISBN 978-1473963528

### Edición de revistas
- Psychology & Sexuality. Taylor & Francis ISSN 1941-9899.[31]